# La Polla Records
La Polla Records és un grup de música punk, procedent del País Basc.

## Història
La Polla Records es va formar el 1979 a Agurain, poble situat a Àlaba (País Basc), per Evaristo com a vocalista, Fernandito a la bateria, Maleguin al baix, Txarly a la guitarra solista i Sumé a l'altra guitarra.

Segons Evaristo
| « | […] el nom va sorgir perquè fèiem servir molt l'expressió «me cago en la polla». No teníem ni idea què «Récords» volia dir «disc» en anglès, […] sinó que li vam posar en el sentit dels rècords d'atletisme. | » |

Inicialment van començar tocant en garatges i bars. Fan el primer concert en la discoteca de Salvatierra, el bar del seu poble. El 1983 treuen el seu primer EP amb quatre cançons, titulat «¿Y ahora qué?», sota el segell independent Oihuka.
El 1984, treuen un àlbum més complert, amb 19 cançons, anomenat Salve. En les seues lletres critiquen el feixisme, capitalisme, catolicisme, l'alienació, la moda i altres factors de la societat, quelcom que caracteritzaria tota la seua carrera.
Els anys següents, gravaren Revolución (ací va ser el primer canvi en el baix de Maleguin per Abel, cosí de Fernandito), No somos nada, En directo (gravat en un concert a Lakuntza), Ellos dicen mierda, nosotros amén, Los jubilados, Barman, Negro, Hoy es el futuro i Bajo presión. El 1996, canvien el nom deixant únicament La Polla amb l'LP Carne pa'la picadora.
L'any 1994, un tribunal va prohibir el nom de la banda, a causa d'un contcenciós amb un antic tècnic de so, expulsat del grup, que va iniciar la demanda l'any 1991. La Polla Records va ignorar la sentència i va publicar sota el mateix nom l'àlbum «Bajo presión» en 1994, un títol molt significatiu a causa del què estava passant al voltant del grup. Finalment, l'any 1996 canvien el seu nom definitivament, deixant únicament «La Polla» en l'àlbum «Carne pa' la picadora» de 1996.
Posteriorment, llancen l'àlbum titulat La Polla en tu recto, el qual també va ser gravat en viu com una recopilació. El 1999, celebren els 20 anys gravant: Toda la puta vida igual. Després llancen Bocas i Txarly deixa la banda, i és substituït per Jokin de M.C.D.
El 2002, quan continuen tocant i donant concerts, mor Fernandito (bateria) el 2 de setembre. LPR deixa tots els seus concerts i gires. Després de la pèrdua de Fernandito, trauen el seu últim àlbum, com bé indica el seu títol: El último (el) de la Polla i posen fi a 23 anys de carrera.
El grup no va ser amant de les promocions ni de les gravacions en vídeo. Durant la seua dilatada carrera van realitzar pocs videoclips.
La Polla Records ha originat el naixement d'algunes bandes de tribut, com ara Des-Kizia2 que reprodueix el repertori principalment del la primera dècada del grup i algunes cançons més recents.
Al febrer de 2019 anuncien la tornada als escenaris, en principi com una reunió puntual del grup, però sense descartar la continuació. Aquesta reunió consisteix, segons va explicar Evaristo en la presentació del dia 13 de març al Palau dels Esports de la Comunitat de Madrid, en una gira de quatre grans concerts a València, Barakaldo, Madrid i Barcelona i vuit a Amèrica Llatina, a més de l'edició d'un disc que porta com a títol Ni descanso, ni paz!, el llançament està previst per al 10 de maig, amb 19 cançons regravades dels tres primers discos de la banda i una cançó nova, que dona nom al disc i de la qual van rodar el primer videoclip de la història de la banda.

## Membres originals
- Evaristo Páramos - veu - (1979–2003 / 2019–actualitat). També ha format part de The Kagas, The Meas i Gatillazo
- Maleguín - baix - (1979–1984). Va participar en l'enregistrament de "Banco Vaticano", "Y ahora qué?, i "Salve".
- Fernando - bateria - (1979–2002). Des del inicis del grup fins al 2002. Va morir el 3 de setembre d'aquell any mentre dormia. El grup va suspendre les seves activitats durant un temps en assabentar-se de la noticia. Va enregistrar tots els àlbums des de la maqueta "Banco Vaticano" fins al disc "Bocas".
- Txarly - guitarra solista - (1979–2000). Forma part del grup des de la seva maqueta "Banco Vaticano" (1981) fins a "Toda la puta vida igual" (1999). Va deixar el grup a causa d'un accident que li va afectar l'audició.
- Sumé - guitarra rítmica - (1979–2003 / 2019–actualitat). També forma part de Falta de Riego. Va participar en l'enregistrament de tots els àlbums del grup.

## Última formació
- Evaristo - veu
- Abel - baix - (1984–2003 / 2019–actualitat). Participa en tots es àlbums des de Revolución.
- Tripi - bateria - (2003 / 2019–actualitat). Posteriorment membre de Gatillazo.
- Txiki - guitarra solista - (2003 / 2019–actualitat). Posteriorment membre de Gatillazo.
- Sumé - guitarra rítmica - (1979–2003 / 2019–actualitat). Posteriorment membre de Falta de Riego. Participa en l'enregistrament de tots els àlbums.

## Membres passats
- Maleguin - baix. Des de Y ahora qué?, 1983, fins a Salve, 1984.
- Jokin - guitarra. Va estar en el disc Bocas, 2001, darrere de la marxa de Txarly del grup. Exguitarrista d'MCD i posteriorment de Motorsex.
- Txarly - guitarra. Des de Y ahora qué?, 1983, fins a Toda la puta vida igual, 1999. Va deixar el grup per un accident que li va afectar l'audició.

## Discografia

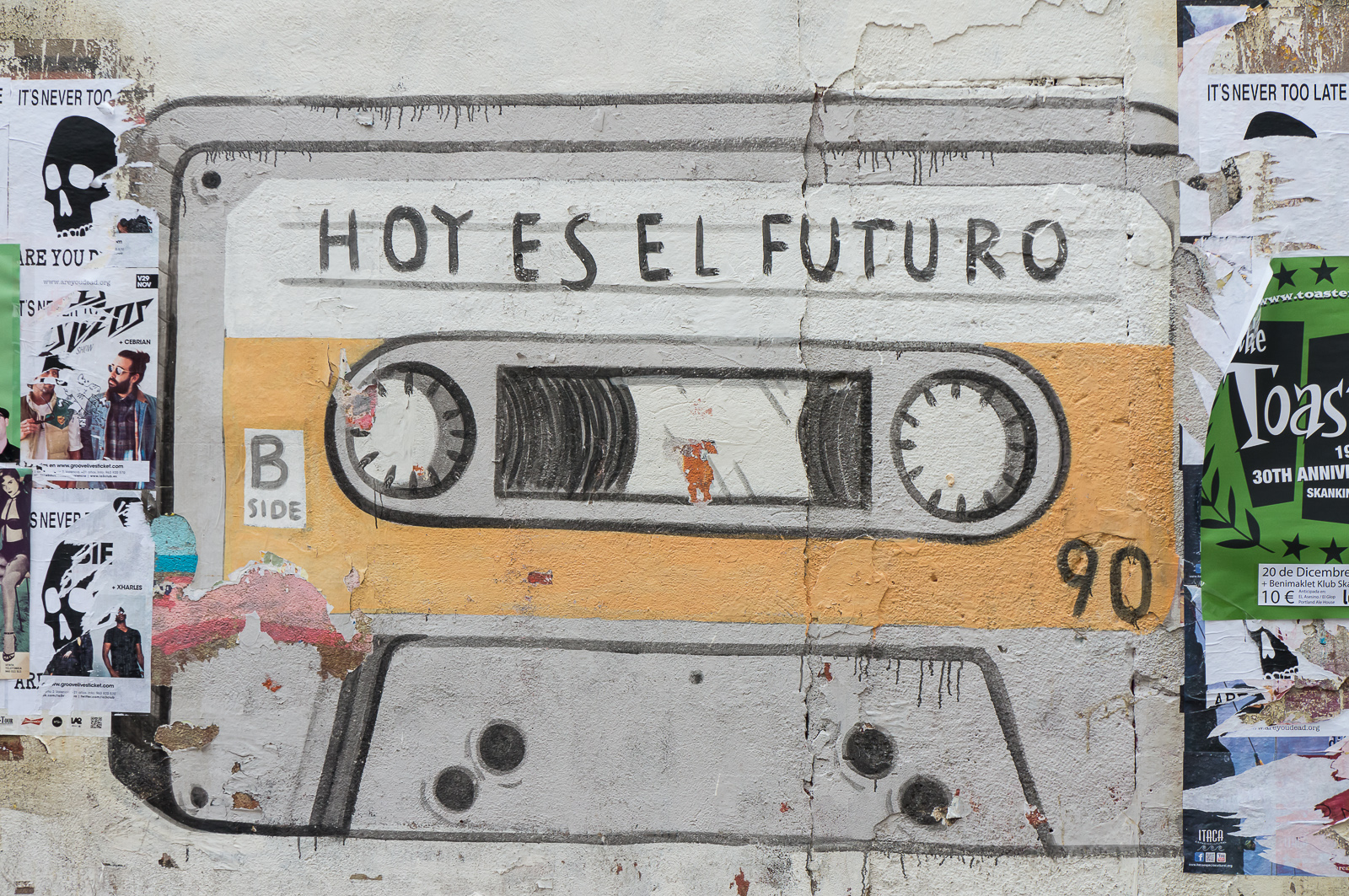
Hoy es el futuro, mural d'Escif que fa referència a una cançó de La Polla.

### Àlbums
- Banco Vaticano (Maqueta) - 1981
- Y ahora qué? - 1983
- Salve - 1984
- Revolución - 1985
- No somos nada - 1987
- Donde se habla - 1988
- En directo - 1988
- Ellos dicen mierda, nosotros amén - 1990
- Los jubilados - 1990
- Barman - 1991
- Negro - 1992
- Hoy es el futuro - 1993
- Bajo presión - 1994
- Carne para la picadora - 1996
- En tu recto - 1998
- Toda la puta vida igual - 1999
- Bocas - 2001
- El último (el) de La Polla - 2003
- Vamos entrando (directo) - 2004

### DVD
- Vamos Entrando, 2004, Festival Viña Rock. Villarrobledo, Albacete.